# 비조화비
사영기하학에서, 비조화비(非調和比, 영어: anharmonic ratio) 또는 복비(複比, 영어: double ratio)는 같은 직선 위에 있는 네 점의 유일한 사영 불변량이다.

## 정의
같은 실수 또는 복소 직선 위에 있는 네 점 {\displaystyle z_{1},z_{2},z_{3},z_{4}}의 비조화비 {\displaystyle (z_{1},z_{2};z_{3},z_{4})}는 다음과 같다.
{\displaystyle (z_{1},z_{2};z_{3},z_{4})={\frac {(z_{1}-z_{3})(z_{2}-z_{4})}{(z_{2}-z_{3})(z_{1}-z_{4})}}}

## 대칭군의 작용
네 점의 순서를 바꾸면, 비조화비 {\displaystyle \lambda }는 다음과 같이 변환한다.
| {\displaystyle (z_{1},z_{2};z_{3},z_{4})=\lambda }              |  | {\displaystyle (z_{1},z_{2};z_{4},z_{3})=1/\lambda }            |
| {\displaystyle (z_{1},z_{3};z_{4},z_{2})=1/(1-\lambda )}        |  | {\displaystyle (z_{1},z_{3};z_{2},z_{4})=1-\lambda }            |
| {\displaystyle (z_{1},z_{4};z_{3},z_{2})=\lambda /(\lambda -1)} |  | {\displaystyle (z_{1},z_{4};z_{2},z_{3})=(\lambda -1)/\lambda } |

이는 대칭군 {\displaystyle S_{4}}의 작용으로 볼 수 있다. 다만, {\displaystyle S_{4}} 가운데 일부 원소들은 자명하게 작용한다.
{\displaystyle (z_{1},z_{2};z_{3},z_{4})=(z_{2},z_{1};z_{4},z_{3})=(z_{3},z_{4};z_{1},z_{2})=(z_{4},z_{3};z_{2},z_{1})}
{\displaystyle S_{4}}의 작용의 핵은 클라인 4원군 {\displaystyle (\mathbb {Z} /2)^{2}}이며, 따라서 이는 사실 {\displaystyle S_{4}/(\mathbb {Z} /2)^{2}\cong S_{3}}의 작용이 된다. 이 군을 비조화군(非調和群, 영어: anharmonic group)이라고 하며, 이는 모듈러 군 {\displaystyle \operatorname {PSL} (2,\mathbb {Z} )=\langle S,T|S^{2}=(ST)^{3}=1\rangle }의 꼬임 부분군 {\displaystyle \langle S,ST|S^{2}=(ST)^{3}=1\rangle }에 대응한다.

### 조화비
비조화군의 작용의 궤도 {\displaystyle \{\lambda ^{\pm 1},(1-\lambda )^{\pm 1},(\lambda /(\lambda -1))^{\pm 1}\}}는 보통 크기가 6이지만, 예외적인 경우 크기가 이보다 작을 수 있다.
이러한 궤도는 세 가지가 있다.
- 첫 번째 예외적 궤도는 {\displaystyle \{0,1,\infty \}}이며, 이는 네 좌표 {\displaystyle z_{1},z_{2},z_{3},z_{4}} 가운데 둘이 서로 겹치는 경우이다.
- 두 번째 예외적 궤도는 {\displaystyle \{-1,1/2,2\}}이며, 이를 조화비(調和比, 영어: harmonic ratio)라고 한다. 이는 차수가 2인 원소 {\displaystyle \lambda \mapsto 1/\lambda }, {\displaystyle \lambda \mapsto 1-\lambda }, {\displaystyle \lambda \mapsto \lambda /(1-\lambda )}에 대응한다.
- 세 번째로, 복소수체에 대한 경우 궤도 {\displaystyle \{\exp(\pm \pi i/3)\}}가 있다. 이는 차수가 3인 원소 {\displaystyle \lambda \mapsto 1/(1-\lambda )} 및 {\displaystyle \lambda \mapsto (\lambda -1)/\lambda }에 대응한다.

## 응용
쌍곡기하학의 벨트라미-클라인 모형에서, 두 점 사이의 쌍곡 거리는 이 두 점 사이의 (유클리드) 비조화비에 의해 주어진다.
복소 평면에서, 세 개의 점 {\displaystyle e_{1},e_{2},e_{3}\in \mathbb {C} }을 잡으면, 바이어슈트라스 타원함수 {\displaystyle \wp (-;\omega _{1},\omega _{2})\colon \mathbb {C} /\langle \omega _{1},\omega _{2}\rangle \to \mathbb {C} }는 {\displaystyle \{e_{1},e_{2},e_{3},{\widehat {\infty }}\}}를 분지점으로 하는, 복소 평면에서 타원 곡선 {\displaystyle \mathbb {C} /\langle \omega _{1},\omega _{2}\rangle }으로 가는 2겹 분지 피복을 정의한다. 이 경우, 분지점들의 비조화비는 모듈러 람다 함수에 의해 주어지며, 그 값은 비조화군의 작용에 따라 변환한다.

## 참고 문헌
- Labourie, François (2008년 11월). “What is … a cross-ratio?” (PDF). 《Notices of the American Mathematical Society》 (영어) 2008 (10): 1234–1235.